# 澤山薫
澤山 薫（さわやま かおる、1980年2月29日 - ）は、日本の女優である。富山県出身。ケイエムシネマ企画所属。

## 人物
看護専門学校卒業。正看護師の資格を所持しており、病院での勤務経験がある。特技は日舞、ギター。

## 出演

### 映画
- アルゼンチンババア（2007年）

### テレビドラマ
- 真実一路（2003年、フジテレビ）
- コスメの魔法（2004年、TBS）
- 土曜ワイド劇場 「夏樹静子サスペンス 風極の岬」（2007年、テレビ朝日）
- Good Job〜グッジョブ 第4話（2007年、NHK）
- 麗しき鬼（2007年、東海テレビ） - 美佳 役
- 月曜ゴールデン「見えない貌 イソベン・里村タマミの事件簿」（2010年、TBS）- 八十川涼子 役
- 流れ星（2010年、フジテレビ）
- 鈴木先生（2011年、テレビ東京） - 槙谷ゆり 役
- 新春ワイド時代劇「白虎隊〜敗れざる者たち」（2013年1月2日、テレビ東京）
- 金曜ロードSHOW!「人生がときめく片づけの魔法」（2013年9月27日、日本テレビ）
- 相棒 Season 12 第3話「原因菌」（2013年10月30日、テレビ朝日） - 岡谷望 役
- 女性作家ミステリーズ 美しき三つの嘘 第3話「平凡」（2016年1月4日、フジテレビ）
- ホリミヤ 第1話（2021年2月17日、MBS・TBS）

### テレビ
- 恋のから騒ぎ（2002年、日本テレビ） - 第9期生
- 福祉ネットワーク（NHK）
- 秘湯ロマン（2006年、テレビ朝日）

### 舞台
- アテルイ（2002年）
- 眠れぬ夜（2003年）
- 雨がやんだら（2003年）
- 江戸っ娘。忠臣蔵（2003年）
- 雲はきっと水になる（2004年）
- 僕の村にラブホテルがたった（2004年）
- やや無情+烏瓜の園（2006年）

### CM
- 北陸電力
- 花王 ハミング
- ヤマザキナビスコ オレオ
- 朝日新聞社
- ニプロ